# De tijdbobijn
 De tijdbobijn is een stripverhaal uit de reeks van Suske en Wiske. Het wordt geschreven door een scenario- en tekenteam onder leiding van Peter Van Gucht en Luc Morjaeu. De eerste albumuitgave was in augustus 2009.

## Personages
In het album spelen de volgende personages mee:
- Suske, Wiske, tante Sidonia, Jerom, Lambik, professor Barabas, Van Zwollem en zijn dochter Anne-Marie, De Snor, Moenkie en andere slingeraapjes, de Tijdmeester, bezoekers dierentuin, Dirk (medewerker dierentuin) en collega, bejaarden, vriendin van De Snor, inspecteur Pwarro, portiers van discotheek, ijsverkoper, vrouw in bad, Stan de orgeldraaier.

## Locaties
Dit verhaal speelt zich af op de volgende locaties:
- België, het kasteel van Van Zwollem, dierentuin, ziekenhuis, het huis van professor Barabas, Palaverwijk, de Tijdbobijn,

## Het verhaal
Lambik gaat met Suske, Wiske en tante Sidonia naar het kasteel van Van Zwollem. Het kindertehuis is tegenwoordig een bejaardentehuis en tante Sidonia heeft haar vader laten opnemen, hij heeft zijn levenslust verloren. Professor Barabas heeft een medicijn gemaakt, maar Van Zwollem drinkt dit op zonder dat iemand dit door heeft. De volgende dag gaat Lambik met De Snor naar de dierentuin en De Snor ontmoet een sprekende aap. Het dier vraagt of De Snor hem wil laten ontsnappen, in ruil voor een jonger lichaam. 
De Snor verliest zijn bewustzijn en de vrienden zoeken hem op in het ziekenhuis, ze merken dat De Snor de jonge zusters lastigvalt. De doktoren zijn verbaasd, de conditie van De Snor is als een vijftigjarige. De Snor wordt weer naar het kasteel gebracht, waar Lambik lastiggevallen wordt door Van Zwollem. Thuisgekomen blijkt Wiske ziek te zijn en professor Barabas onderzoekt haar bloed. De volgende dag blijkt ook tante Sidonia ziek te zijn en Jerom en Lambik brengen beide naar professor Barabas. De professor ontdekt dat de lichaamscellen van de zieken veranderen in luchtbellen en het lichaam verlaten. 
Anne-Marie meldt dat De Snor in twee dagen bijna vijftig jaar jonger geworden is, hij gaat uit met zijn nieuwe vriendin. Jerom vermoedt dat dit iets te maken heeft met de ziekte van Wiske en tante Sidonia, zij zijn immers de dochter en kleindochter van De Snor. De vriendin van De Snor schrikt als hij opnieuw jonger geworden is en Lambik en Jerom vinden hem bij een discotheek. De Snor gaat er opnieuw vandoor en Lambik vindt hem als kleine jongen. De Snor vertelt de vrienden over het aapje in de dierentuin, maar dan belt inspecteur Pwarro aan en zegt dat hij bij het ministerie van Volksgezondheid werkt. 
Jerom en Suske vertrekken naar de dierentuin en horen dat het aapje vlak bij de heide gevonden is. De Snor ontsnapt en Lambik gaat hem achterna, terwijl professor Barabas een ontdekking doet over Pwarro. De professor wordt echter neergeslagen, voordat hij Jerom en Suske kan waarschuwen. Inspecteur Pwarro vindt Jerom en Suske en ze zien het aapje sterren vangen op de daken in de Palaverwijk. Inspecteur Pwarro schiet het aapje uit een gsm-mast, maar Jerom kan het diertje redden. Het aapje legt uit dat de sterren weggebracht moeten worden, voordat ze uitdoven. De vrienden volgen het aapje naar de heide en zien het verdwijnen bij een zonnewijzer. 
De vrienden wijzen zelf ook naar de zon en komen in een vreemde wereld terecht. De Tijdmeester legt uit dat ze op de Tijdbobijn terecht zijn gekomen, hier wordt alle menselijk leven geregeld. De Tijdmeester neemt de vrienden mee op zijn vliegende tijdstip, dit voertuig brengt je naar de plek waar je aan denkt. Lambik en De Snor vinden Moenkie bij een orgeldraaier en het dier legt uit wat er aan de hand is. Als er een nieuw mensenleven ontstaat, moet hij de lichtgevende ster vangen en naar de Tijdbobijn brengen. 
De Tijdbobijn bepaalt hoelang het leven zal worden en er komt een stuk magisch levensgaren vrij. De aap moet dit garen vastmaken aan een onbezette wolkbobijn en zet de klok in gang, waarna de spoel gaat draaien en het garen opwindt. Op een moment breekt de Tijdbobijn het garen af en als het helemaal op de wolkbobijn gewonden is, eindigt het leven van die persoon. De volle spoel wordt gerecycled en aan een nieuw leven geschonken. Als een mechaniekje hapert, verliest een persoon het bewustzijn.
Moenkie legt aan Lambik uit dat hij onvoorzichtig was en op aarde gevangen werd door mensen, De Snor liet hem weer vrij. Het aapje keerde als dank de rolrichting op de wolk van de Snor en als het garen op is, heeft De Snor nooit bestaan.Door het omkeren van de rolrichting op de wolk van de Snor verdwijnen de wolken van Wiske en Sidonia geleidelijk aan omdat zij een directe relatie met de Snor hebben(de Snor is tenslotte de vader van Sidonia en Wiske is weer de dochter van Sidonia). Hierdoor verdwijnen zij zelf dus ook langzaamaan. De Tijdmeester strafte het aapje voor zijn gedrag en Moenkie vluchtte met de sleutel van de wolk van De Snor naar de aarde. De Tijdmeester vertelt Suske en Jerom hetzelfde verhaal en zij gaan terug naar de aarde. Intussen heeft Lambik een kinderwagen voor De Snor gekocht en hij komt Jerom en Suske tegen.
Jerom verliest zijn bewustzijn en Moenkie legt uit dat iemand zijn wolkbobijn heeft stopgezet. De vrienden keren terug naar de Tijdbobijn en zien dat de Tijdmeester bewusteloos is. Suske gaat naar de bobijn van Jerom en ziet dat de slinger is stukgemaakt, waarna hij zelf ook het bewustzijn verliest. Lambik en Moenkie komen bij de wolk van De Snor en Pwarro valt hen aan. Moenkie kan Pwarro verslaan en het blijkt Van Zwollem te zijn. Hij wilde ook zelf weer kind worden net als De Snor, om te kunnen spelen. De Tijdmeester weigerde hulp en daarom heeft Van Zwollem de macht overgenomen. 
Lambik kan Van Zwollem met een list verslaan en gaat met Moenkie naar de wolk van De Snor. Het garen slipt weg en Lambik kan het nog net grijpen, voordat het in de Tijdbobijn verdwijnt. Lambik maakt het garen opnieuw vast aan de wolkbobijn en De Snor wordt weer ouder. De bobijnen worden hersteld en Jerom en Suske ontwaken uit hun coma. Ook Wiske en tante Sidonia genezen en professor Barabas wordt losgemaakt. De Tijdmeester schort de straf van Moenkie op als beloning voor zijn moedige optreden. Op het kasteel van Van Zwollem legt professor Barabas uit dat Van Zwollem zijn verstand volledig is kwijtgeraakt doordat hij het anti-depressiemiddel van De Snor had opgedronken. De Snor aanvaardt zijn lot om ouder te worden.

## Achtergronden bij het verhaal
- De Snor is de vader van tante Sidonia, hij komt ook voor in De snorrende snor.
- Een bobijn is een klos of spoel.
- De levensdraad is bekend in de mythologie; zie ook Schikgodinnen, de drie Nornen uit de Noordse mythologie en Moira uit de Griekse mythologie beheren de draad van het leven en bepalen daarmee het lot.
- Het magisch levensgaren is de rode draad in het verhaal.
- Moenkie en de andere slingeraapjes kunnen spreken, in De junglebloem komt het sprekende aapje Monkey voor.
- Het verhaal is deels geïnspireerd door de film The Curious Case of Benjamin Button. Een film waarin de hoofdpersonage steeds jonger wordt.